# Crazy Horse Memorial
Crazy Horse Memorial er et planlagt mindesmærke til ære for Crazy Horse. Monumentet blev påbegyndt den 3. juni 1948 af kunstneren Korczak Ziolkowski, hvor han sprængte de første klipper i et bjerg i Black Hills, South Dakota, USA. Blandt de særligt indbudte gæster var fem overlevende fra Slaget ved Little Bighorn i 1876, hvor Crazy Horse vandt en bemærkelsesværdig sejr over den amerikanske hær.
Mindesmærket gør opmærksom på, at de indfødte amerikanere har helte ligesom de hvide nybyggere i USA. Placeringen af skulpturen og ideen med at sprænge det ind i et bjerg minder om et andet mindesmærke blot 40 km derfra – Mount Rushmore – hvor fire amerikanske præsidenter vises frem. Dimensionerne er her blot anderledes gigantiske: 210m bred og 170m høj.
Finansieringen af bygningsværket sker via frivillige bidrag.
Korczak Ziolkowsi døde i 1982, hvorefter hans kone og ti børn fortsatte det frivillige arbejde. På 50-årsdagen den 3. juni 1998 indviedes skulpturens ansigt – og fra det tidspunkt steg besøgstallet kraftig. Gennem de sidste 15 år har man fejret "Native American Day" den 11. oktober.
Crazy Horse blev aldrig fotograferet i levende live, men hans posthume portræt i en højde af et 9-etagers hus på et bjerg er blevet en legende i historien om de indfødte amerikanere. "My lands are where my dead lie buried" er hans ord over det imponerende, ufuldendte værk i det hellige Black Hills.